# François Baby House

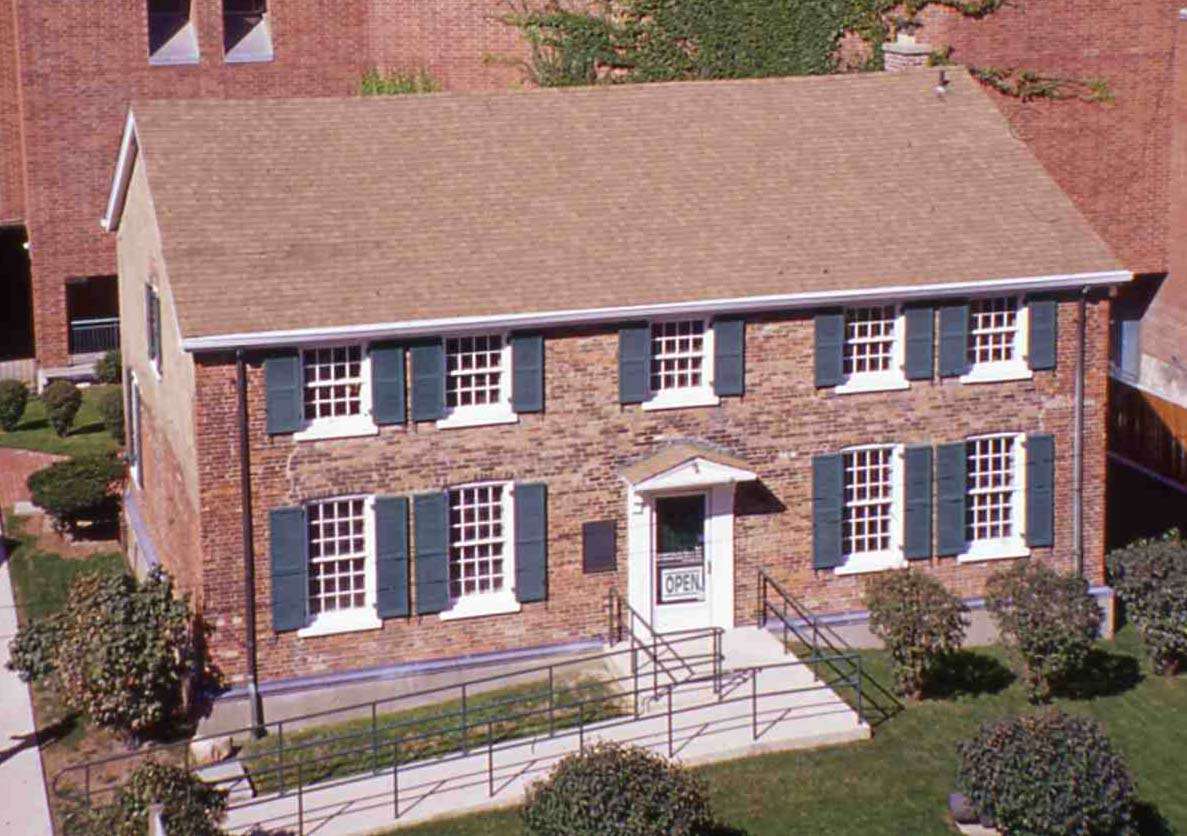
François Baby House em Windsor

François Baby House é uma residência/museu e sede da Windsor's Community Museum. A casa esta localizada na cidade canadense de Windsor.

## História
A construção da François Baby House foi iniciada na primavera de 1812 pelo político e empresário François Baby e interrompida, poucos meses depois, devida a invasão americana da cidade de Windsor na guerra anglo-americana. Como a construção fica de frente para o Rio Detroit, foi usada como base do exército invasor. Com a reocupação da cidade pelos britânicos, François retomou a construção no inverno de 1812, com espessas paredes de tijolos e em estilo georgiano.
A casa sofreu um incêndio em outubro de 1850 e com a morte François, em 1852, o imóvel foi herdado por ser filho, Edmond, que reformou, fazendo algumas mudanças estruturais. Durante o início da década de 1930, em virtude da Grande Depressão, o local ficou abandonado por alguns anos e em 1933 o comerciante e historiador amador George Macdonald entrou em contato com os herdeiros de Edmond Baby para tentar preservar o imóvel, o que foi negado. No final da década de 1930, a posse do imóvel ficou com o cidade de Winsdor em virtude de débitos com os impostos municipais e George Fortune Macdonald ficou responsável pela sua reforma e administração. Esta reforma iniciou-se somente em 1948 e durou alguns anos, muito em função das doações do conglomerado industrial fundado por Hiram Walker, a indústria de uísque Canadian Club, e em 1958 a casa foi inaugurada como um museu de história local, com a denominação de Hiram Walker Historical Museum.
Na década de 1990, o museu foi renomeado para François Baby House em homenagens ao seu primeiro proprietário e atualmente é administrado pela cidade de Windsor, através da Windsor's Community Museum.
O museu conta com peças e documentos históricos da localidade de Windsor, além da sua própria arquitetura, que é singular para um edifício do século XIX.

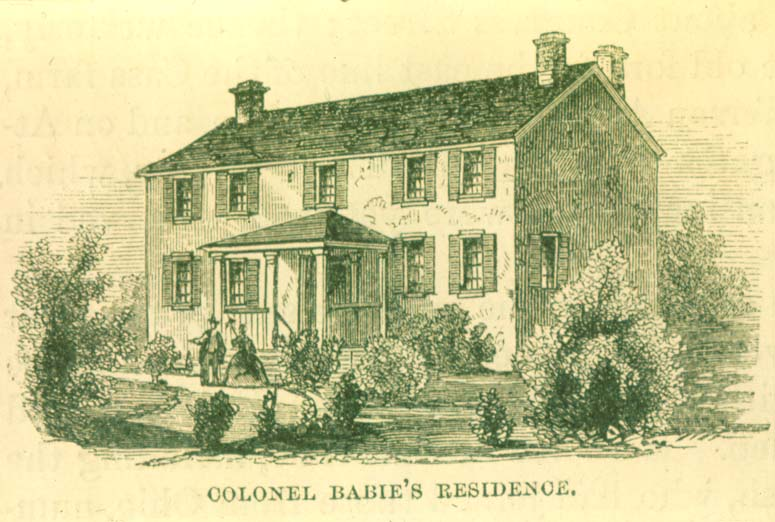
François Baby House em seu projeto original de 1812